# Chris Humphrey
Ne doit pas être confondu avec Chris Humphreys.
Christopher Charles Humphrey est un footballeur jamaïcain, né le 19 septembre 1987 à Paroisse de Sainte-Catherine. Il évolue au poste d'ailier droit.

## Biographie
Le 30 juin 2017, il rejoint Bury.

## Statistiques
| Saison    | Club                 | Pays                | Championnat        | Coupes nationales | Coupes d'Europe    | Jamaïque |
| --------- | -------------------- | ------------------- | ------------------ | ----------------- | ------------------ | -------- |
| 2006-2007 | Shrewsbury Town      | League Two          | 12 matchs          | 5 matchs          | -                  | -        |
| 2007-2008 | Shrewsbury Town      | League Two          | 25 matchs          | 3 matchs          | -                  | -        |
| 2007-2008 | Stafford Rangers     | Conference National | 4 matchs           | -                 | -                  | -        |
| 2008-2009 | Shrewsbury Town      | League Two          | 37 matchs / 2 buts | 6 matchs          | -                  | -        |
| 2009-2010 | Motherwell FC        | Premier League      | 28 matchs          | 2 matchs          | 3 matchs (C3)      | -        |
| 2010-2011 | Motherwell FC        | Premier League      | 36 matchs / 3 buts | 9 matchs / 1 but  | 6 matchs (C3)      | -        |
| 2011-2012 | Motherwell FC        | Premier League      | 35 matchs / 2 buts | 5 matchs          | -                  | 2 matchs |
| 2012-2013 | Motherwell FC        | Premier League      | 33 matchs / 3 buts | 3 matchs          | 1+2 matchs (C1+C3) | -        |
| 2013-2014 | Preston North End FC | League One          | 42 matchs / 3 buts | 8 matchs          | -                  | 5 matchs |
| 2014-2015 | Preston North End FC | League One          | 44 matchs / 4 buts | 12 matchs / 1 but | -                  | 3 matchs |
| 2015-2016 | Preston North End FC | Championship        | 10 matchs          | 3 matchs          | -                  | 2 matchs |
| 2016-2017 | Preston North End FC | Championship        | 10 matchs          | 4 matchs          | -                  | -        |
| 2016-2017 | Hibernian FC         | First Division      | 4 matchs           | 2 matchs / 1 but  | -                  | -        |

Dernière mise à jour le 19/04/2017